# Chaumussay
Chaumussay ist eine Gemeinde im französischen Département Indre-et-Loire in der Region Centre-Val de Loire. Sie gehört zum Kanton Descartes und zum Arrondissement Loches. Sie grenzt im Norden an Le Grand-Pressigny, im Nordosten an Le Petit-Pressigny, im Südosten an Boussay, im Südwesten an Chambon und im Westen an Barrou. Die Gemeindegemarkung wird vom Fluss Claise, seinem Zufluss Muanne und einer nicht mehr in Betrieb befindlichen Eisenbahnlinie durchquert.

## Bevölkerungsentwicklung
| Jahr      | 1962 | 1968 | 1975 | 1982 | 1990 | 1999 | 2008 | 2017 |
| --------- | ---- | ---- | ---- | ---- | ---- | ---- | ---- | ---- |
| Einwohner | 509  | 504  | 345  | 300  | 287  | 262  | 256  | 226  |

## Sehenswürdigkeiten
- Kirche Saint-Médard, Monument historique

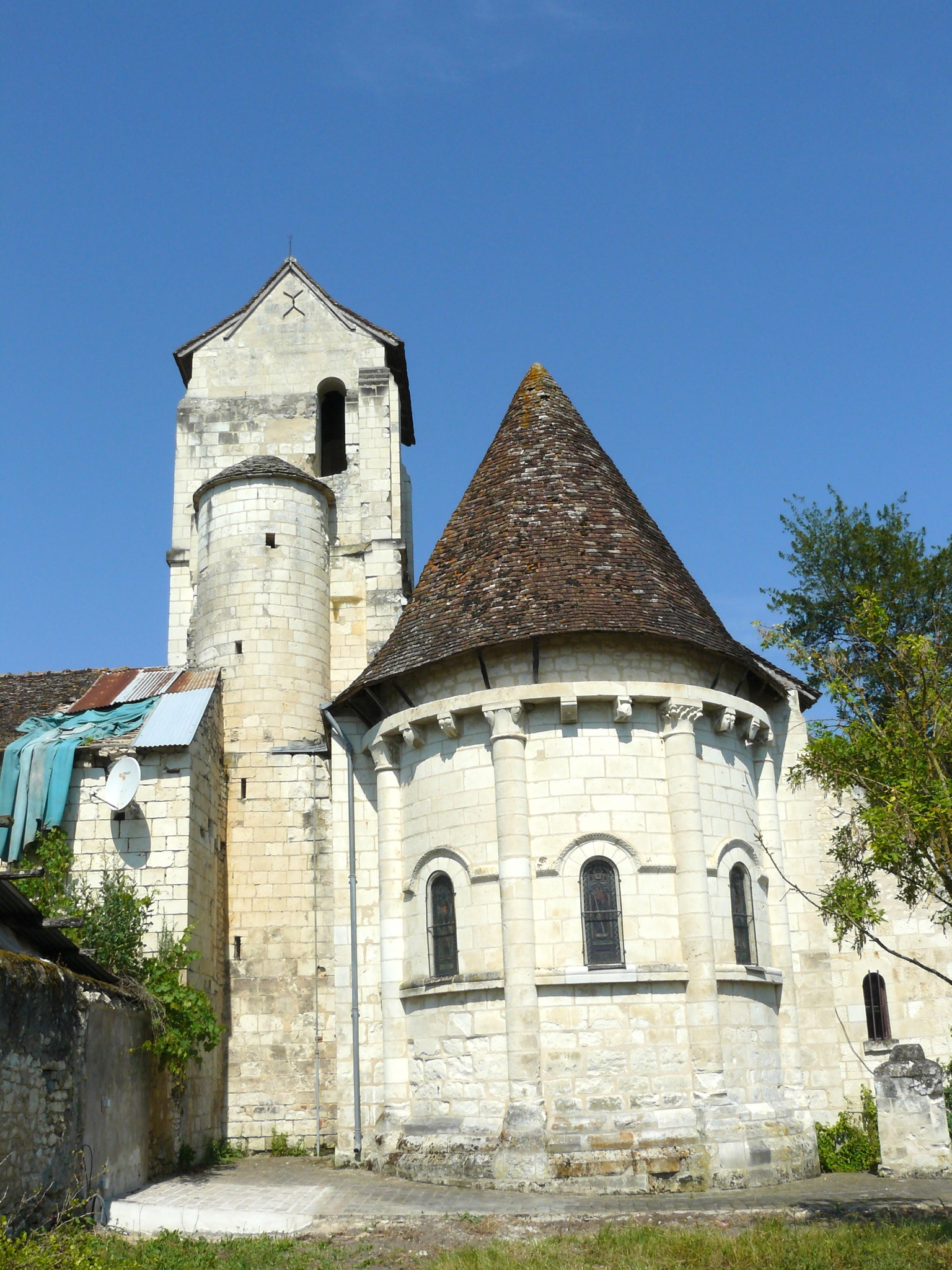
Kirche Saint-Médard

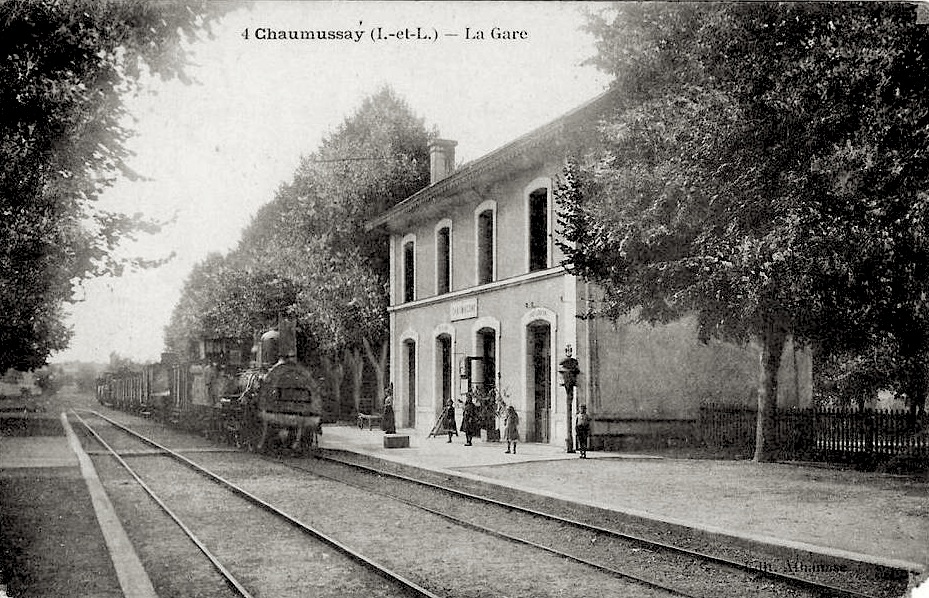
Bahnhof Chaumussay zu Beginn des 20. Jahrhunderts

- Der 1,5 m hohe Menhir La Touche